# Râul Valea Ursului, Anieș
Râul Valea Ursului este un curs de apă, afluent al râului Anieșul Mic. 

## Hărți
- Harta Munții Rodnei  Arhivat în 22 iulie 2020, la Wayback Machine.
- Harta Munții Rodnei